# Emilianska
Emilianska syftar på en grupp lokala språk, populärt kallade dialekter, i den historiska regionen Emilia, västra delen av moderna Emilia-Romagna, en region i norra Italien. Unesco, utgivare av Red Book of Endangered Languages, uppskattar att två miljoner talar språket och att Emiliano-Romagnolo, Emilianskans släktspråk, är allvarligt hotat. SIL International sätter siffran till cirka tre miljoner.

### Fotnoter
1. 1 2  ”Languages Atlas”. UNESCO. http://www.unesco.org/culture/languages-atlas/index.php.
2. ↑  ”Emilian of Italy”. joshuaproject.net. http://www.joshuaproject.net/people-profile.php?peo3=11753&rog3=IT.
3. ↑  ”Request for New Language Code Element in ISO 639-3”. SIL International. http://www.sil.org/iso639-3/cr_files/2008-040_egl.pdf.